# とちぎ発!旅好き!
とちぎ発!旅好き!（とちぎはつ たびずき）は、かつてとちぎテレビが制作していた旅番組である。2019年4月から開始したとちぎ旅シリーズの後継番組『U字工事の旅!発見』の前身にあたる。

## 概要
以下、放送年月日はすべて栃木地区のものである。
- レポーター（当番組では「旅人」と表記）が週替わりで栃木県内の観光スポット・飲食店などを紹介する。隣県の茨城県・群馬県・埼玉県・福島県およびこれらを起点とする交通機関を利用して、国内遠隔地や国外の観光スポットを紹介することもある。
  - 2010年には茨城空港開港にちなみ、茨城空港を使って韓国・ソウルを旅し、これを紹介。（2012年から年に1回韓国を紹介している。）
  - 2010年12月に東北新幹線が新青森駅まで全線開業したのに伴い、2011年に青森・函館を紹介した。
  - 2011年6月に北関東自動車道および商船三井フェリーの大洗港 - 苫小牧港航路を利用して、栃木県からマイカーで北海道を旅し、大洗町（茨城県）および札幌市（北海道）近郊の観光スポットを紹介した。なお、取材時期は2011年2月下旬、放送時期は3月中旬を予定していたが、東日本大震災の影響に鑑みて放送を延期、同年6月下旬の放送となった。
  - 通常は観光スポットを紹介する番組だが、2013年6月13日放送でU字工事が宇都宮市中心部のオリオン通りを『モヤモヤさまぁ〜ず2』（テレビ東京）風にとりあげたパロディ企画「MOYAMOYAうつのみや」として放送したことがある。
  - 2014年11月27日に500回記念で、茨城空港を使って神戸を旅し、これを紹介。
- また、地元のスバル（富士重工）系ディーラーの協力により、スバル車を移動手段に使うことがある。
- 新聞・雑誌のラテ欄には「旅好き」「とちぎ」「栃木」などと表記されている場合がある。
- 2007年3月ごろまでは番組の最後にプレゼントコーナーがあった。
- 2019年3月28日の放送をもって当番組は終了、14年の歴史に幕を下ろした。後継番組として4月4日から『U字工事の旅!発見』を開始し、U字工事とナレーション担当の山根大嗣は同番組に続役となった。

## 旅人
放送終了時点での旅人は、全員が栃木県出身である（2014年4月より該当）。
- U字工事（福田薫・益子卓郎）    -       2006年4月20日（第55回）より出演、福田は西那須野町（現：那須塩原市）、益子は黒羽町（現：大田原市）出身
  - 益子・福田の2人で旅をすることが多いが、一部回では益子・福田単独ないし別の旅人と共演することもある。
- 菊池元男   -       2008年4月17日（第159回）より出演、宇都宮市出身
- 嶋均三  - 2008年4月24日（第160回）より、番組ホームページ上では現在の那須塩原市出身と記載
- 手島優     -       2012年4月5日（第364回）より、足利市出身
- 湯川尚樹   -       2014年4月10日（第467回）より、宇都宮市出身
- 森戸知沙希（モーニング娘。 / カントリー・ガールズ） -        2017年4月6日（第620回）より、足利市出身
- ザ・たっち -        2017年4月13日（第621回）より、石橋町（現：下野市）出身

### 過去の旅人
出身地を記載していない旅人は、栃木県以外の出身。
- 渡辺智子（2005年4月6日 - 2009年3月26日）
- 土屋晴乃（2005年4月6日 - 2008年3月27日）
- 鈴江晴彦（2005年4月13日 - 2005年末）
- 木村恭子（2006年4月6日 - 2008年3月27日）
- 岩崎良美（2007年4月26日 - 2008年6月12日）
- 仲まり子（2008年7月10日 - 2009年3月26日）
- 高橋実桜（2009年4月2日 - 2010年4月1日）
- 佐藤彩乃（2009年5月14日 - 12月31日）
- 藤岡英里（2009年4月9日 - 2012年3月29日）
- 塚田昌代（2009年4月16日 - 2012年3月29日）
- 増田麻美（2011年11月10日 - 2014年1月16日、佐野市出身・初代佐野ブランド姫）
- アイデンティティ（2012年4月12日 - 2013年3月7日）
  - 後述するお笑いバトルでの優勝に伴う特典で、1年間の限定出演。
- コブラナッツ（2013年3月7日 - 2014年3月13日)
- 本田恭子（2013年6月6日 - 2016年3月31日、小山市出身）
- 沼尾ひろ子（2014年4月17日 - 2018年1月25日 、宇都宮市出身）

### ナレーション
- 山根大嗣

## テーマ曲

### オープニングテーマ曲
- カフ・リンクス（The Cuff Links）の「Tracy」

### エンディングテーマ曲
- NAiLの「ボクラ時間」（2009年6月から2010年4月放送分まで）
- 篠原宣義の「Step」（2010年4月から2011年3月放送分まで）
- モンキーズの「Dream World」（2011年4月から同年5月放送分まで）
- 篠原宣義の「NANAIRO」（2011年5月から同年7月放送分まで）
- 篠原宣義の「Innocent Smile」（2011年7月から2012年3月放送分まで）
- 佐藤ひろこの「RUN」（2012年4月放送分から2013年3月放送分まで）
- 篠原宣義の「Eternal Wings」（2013年4月放送分から、使用終了日不明）

## 放送リスト
※ 量が多いため、伸縮型のメニューとして掲載。右にある[表示]をクリックすると一覧表示される。放映日は制作局のとちぎテレビでの放映日を記載。

## 放送局
※2019年3月時点
| 放送対象地域 | 放送局                 | 系列   | 放送日時                | 放送形態   | 備考 |
| ------------ | ---------------------- | ------ | ----------------------- | ---------- | --- |
| 栃木県       | とちぎテレビ           | 独立協 | 木曜19時00分 - 19時30分 | 制作局     | 再放送は土曜9時00分 - 9時30分 再々放送は翌週日曜14時00分 - 14時30分 |
| 東京都       | TOKYO MX2              | 独立協 | 日曜17時30分 - 18時00分 | 遅れネット | 2014年3月までは土曜9時00分-9時30分に放送。 2016年3月までは日曜7時30分-8時00分に放送。 プロ野球シーズン中は、野球中継で編成されない場合がある。 |
| 千葉県       | 千葉テレビ             | 独立協 | 日曜7時30分 - 8時00分   | 遅れネット | 2011年3月までは金曜20時55分-21時25分に放送。 2013年12月までは土曜13時00分 - 13時30分に放送。 2017年3月までは土曜9時30分 - 10時00分に放送 （8月・9月は毎月第1,第3土曜に別番組放送のため休止）。 2017年9月までは月曜10時30分 - 11時00分に放送。 2018年3月までは火曜0時00分から0時30分に放送。 |
| 埼玉県       | テレビ埼玉             | 独立協 | 火曜20時00分 - 20時30分 | 遅れネット | 2007年頃から放送。 2018年3月までは土曜13時00分-13時30分に放送。 2018年7月までは金曜0時00分-0時30分に放送。 2018年8月は金曜19時30分-20時00分に放送。 プロ野球シーズン中は、野球中継で編成されない場合がある。                                                                                |
| 群馬県       | 群馬テレビ             | 独立協 | 土曜11時30分 - 12時00分 | 遅れネット | 2007年4月から放送 |
| 京都府       | KBS京都                | 独立協 | 日曜9時30分 - 10時00分  | 遅れネット | |
| 兵庫県       | サンテレビ             | 独立協 | 水曜18時00分 - 18時30分 | 遅れネット | 2015年3月までは金曜20時54分-21時24分に放送。 2016年10月までは木曜20時54分-21時24分に放送。 プロ野球シーズン中は、野球中継が編成されない場合のみ放送される。 |
| 全国放送     | 歌謡ポップスチャンネル | CS放送 | 土曜6時25分 - 6時50分   | 遅れネット | 2012年10月からインターローカルアワーで無料放送。 |